# Howard Jones (Sänger, 1970)

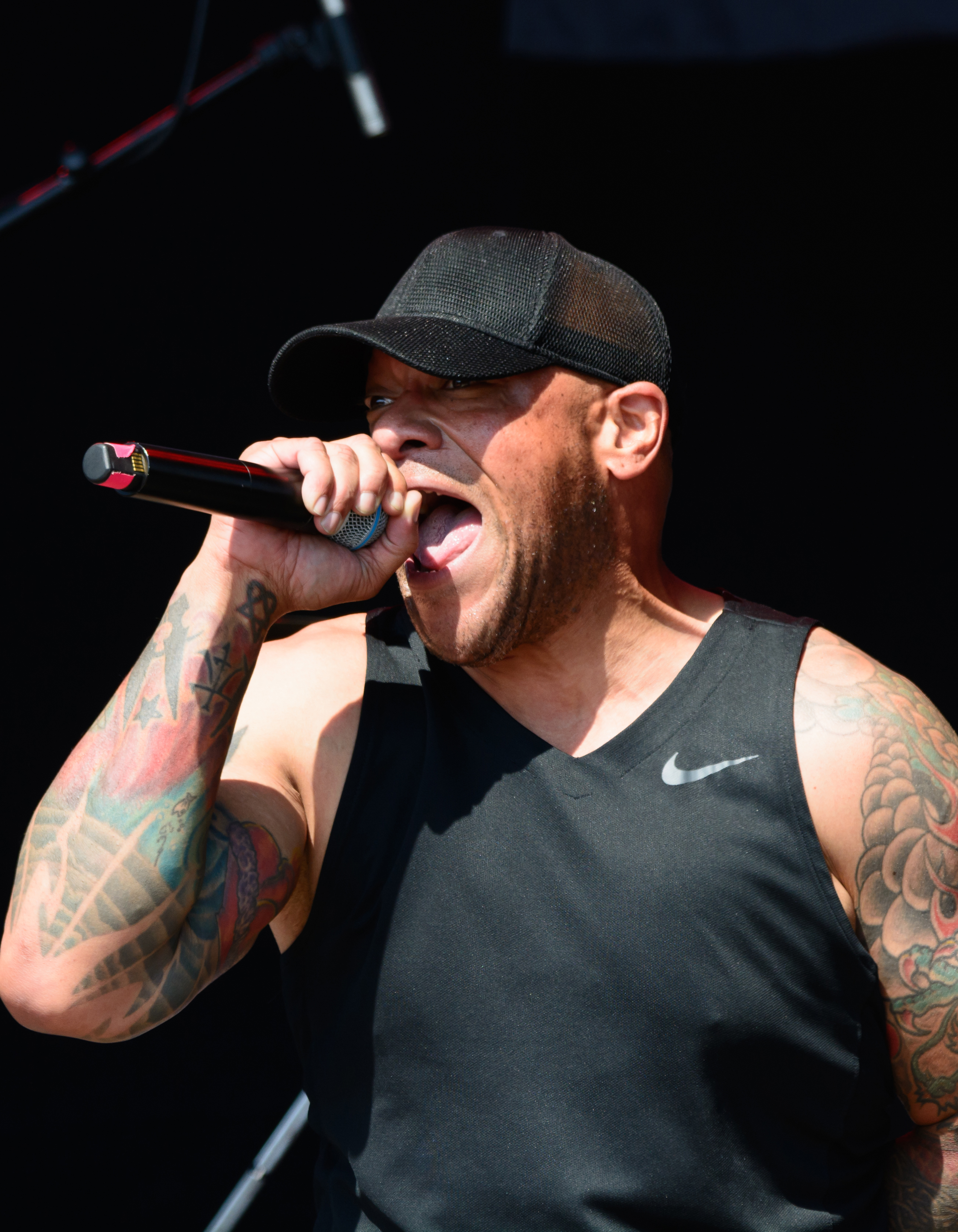
Howard Jones (2018)

Howard Jones (* 20. Juli 1970 in Columbus) ist ein US-amerikanischer Metalcore-Sänger. Er ist Mitglied der Band Light the Torch und sang früher in den Bands Blood Has Been Shed und Killswitch Engage. Er spielt mit dem YouTuber/Musiker Jared Dines als Duo in der Band Sion.

## Werdegang
Jones startete seine Karriere mit der 1997 gegründeten Mathcore-Band Blood Has Been Shed, mit denen er drei Alben veröffentlichte. Im Jahre 2002 wurde Jones Sänger der Band Killswitch Engage, nachdem deren Sänger Jesse Leach wegen Depressionen die Band verließ. Mit Killswitch Engage veröffentlichte Howard Jones die drei Studioalben The End of Heartache, As Daylight Dies und Killswitch Engage sowie die DVD (Set This) World Ablaze. Die ersten beiden Alben und die DVD wurden in den Vereinigten Staaten jeweils mit einer Goldenen Schallplatte ausgezeichnet. Das Lied The End of Heartache wurde für den Grammy in der Kategorie Best Metal Performance nominiert, der Preis ging jedoch an Motörhead. Im Jahre 2012 verließ Howard Jones Killswitch Engage aus gesundheitlichen Gründen wieder. Noch im gleichen Jahr gründete Howard Jones die Band Devil You Know. Diese Band veröffentlichte zwei Studioalben, bevor die Band 2017 ihren Namen in Light the Torch änderte.
Im Jahre 2005 nahm Howard Jones an dem Projekt Roadrunner United teil, mit dem das Plattenlabel Roadrunner Records sein 25-jähriges Jubiläum feierte. Jones sang das Lied The Dagger. Darüber hinaus trat Howard Jones mehrfach als Gastsänger für Bands wie Every Time I Die, Throwdown, 36 Crazyfists, Believer, Asking Alexandria, Within Temptation oder auch seine alte Band Killswitch Engage auf. Er war eine Zeit lang als Manager für Bands wie Twelve Tribes oder Bury Your Dead tätig. Am 27. August 2023 mussten Five Finger Death Punch bei einem Konzert in Inglewood im Vorprogramm von Metallicas M72 World Tour auf ihren erkrankten Sänger Ivan Moody verzichteten. Die Band spielte das Konzert trotzdem, wobei sich Howard Jones mit Phil Labonte (All That Remains) und AJ Channer (Fire from the Gods) den Gesang teilten.
Howard Jones ist an Diabetes mellitus erkrankt und lag im Jahre 2013 wegen der Krankheit im Koma. Darüber hinaus litt er für viele Jahre an Angststörungen und Depressionen. 2009 stand er kurz davor, Selbstmord zu begehen.

## Diskografie
| mit Light the Torch siehe Light the Torch#Diskografie mit Sion - 2021: Sion | mit Blood Has Been Shed siehe Blood Has Been Shed#Diskografie | mit Killswitch Engage - 2004: The End of Heartache - 2006: As Daylight Dies - 2009: Killswitch Engage |

als Gastsänger
- 2001: Every Time I Die – Punch-Drunk Punk Rock Romance auf dem Album Last Night in Town
- 2005: Roadrunner United – The Dagger
- 2005: Throwdown – The World Behind auf dem Album Vendetta
- 2006: 36 Crazyfists – Elysium auf dem Album Rest Inside the Flames
- 2009: Believer – The Brave auf dem Album Gabriel
- 2013: Asking Alexandria – Until the End auf dem Album From Death to Destiny
- 2014: Within Temptation – Dangerous auf dem Album Hydra
- 2019: Killswitch Engage – The Signal Fire auf dem Album Atonement
- 2019: Violent New Breed – Bury Me auf dem Album Bad Reputation
- 2020: Mark Morton – Love My Enemy auf der EP Ether
- 2021: Crobot – Kiss It Goodbye auf der EP Rat Child
- 2021: Eyes Set to Kill – Face the Rain auf der EP Face the Rain
- 2023: ONI – Aura (feat. Josh Gilbert) auf dem Album The Silver Line